# Víctor Domingo Silva
Víctor Domingo Silva Endeiza (Tongoy, 12 de maio de 1882 — Santiago do Chile, 20 de agosto de 1960) foi um poeta, dramaturgo, jornalista e diplomata chileno.

## Prêmios
Víctor Domingo Silva ganhou o Prêmio Nacional de Literatura do Chile em 1954.